# Helotes (Teksas)
Helotes je grad u američkoj saveznoj državi Teksas. Prema popisu stanovništva iz 2010. u njemu je živjelo 7.341 stanovnika.